# إنساس (مدرسة السينما)
المعهد الوطني العالي لفنون العرض وتقنيات النشر والتوزيع، أو ما تلخيصه ب «إنساس»، وهي مدرسة لتعليم فنون السينما والمسرح، تأسست سنة 1961 من طرف المخرج البلجيكي أندريه، بارون دلفو، وريمون رفار وبول آنري. فتحت المدرسة أبوابها رسميا سنة 1962.

## «إنساس» والعالم العربي
تخرج من هذه المدرسة العديد من الوجوه السينمائية الدولية، لكن يبقى إسمها مرتبطا بالعديد من السينمائيين والخرجين والوثائقيين العرب، ومن أبرزهم على الساحة العربية والمغاربية المخرج السينمائي أحمد المعنوني الحاصل على عدة جوائز عربية ودولية،
يتحدث ريمون رافال في شهادته عن تأسيس المعهد أنه رسم أول خطواته مع طلاب عرب الذين كانوا أول المسجلين في المعهد وهم من التونسيين يذكر منهم منصف الكيلاني والمخرج ومدير التصوير المغربي أحمد المعنوني، ونجد من ضمن اللائحة اللبناني برهان علوية والفلسطيني ميشيل خليفي. وقد استمر منصف الكيلاني في المعهد نفسه كأستاذ للمونطاج.